# 梶川隆
梶川 隆（かじかわ たかし、1944年7月5日 - ）は、日本の経営者。ヤマハ発動機社長を務めた。

## 来歴・人物
千葉県木更津市出身。
1969年に慶應義塾大学経済学部を卒業し、同年にヤマハ発動機に入社した。1997年6月に取締役に就任し、2001年4月に常務、2003年6月に専務を経て、2005年1月に社長に就任し、2009年11月まで務めた。